# Lars Petter Nordhaug
Lars Petter Nordhaug (ur. 14 maja 1984 w Tønsbergu) – norweski kolarz szosowy, zawodnik profesjonalnej grupy UCI ProTeams Team Sky.
W 2012 odnotował największy dotychczasowy sukces wygrywając wyścig klasyczny Grand Prix Cycliste de Montréal, zaliczany do UCI World Tour 2012. Jest trzykrotnym mistrzem Norwegii. Dwukrotnie startował w igrzyskach olimpijskich.
Do 2008 startował także w kolarstwie górskim zdobywając między innymi srebrne medale w kategorii juniorów na mistrzostwach świata w Vail oraz mistrzostwach Europy w St. Wendel w 2001.

## Najważniejsze osiągnięcia
2005
- 1. miejsce w mistrzostwach Norwegii w wyścigu ze startu wspólnego do lat 23

2006
- 1. miejsce w mistrzostwach Norwegii w wyścigu ze startu wspólnego

2008
- 1. miejsce w mistrzostwach Norwegii w wyścigu górskim cross-country
- 7. miejsce w Tour of Ireland
- 9. miejsce w Ringerike GP

2009
- 2. miejsce w Tour of Ireland
  - 1. miejsce na 3. etapie
- 4. miejsce w Tour de Normandie
  - 1. miejsce na 5. etapie

2012
- 1. miejsce w Trofeo Deià
- 1. miejsce na 3. etapie Post Danmark Rundt
- 2. miejsce w mistrzostwach Norwegii (wyścig wspólny)
- 3. miejsce w mistrzostwach Norwegii (wyścig na czas)
- 3. miejsce w Glava Tour of Norway
- 1. miejsce w Grand Prix Cycliste de Montréal

2013
- 2. miejsce w Tour des Fjords
- 8. miejsce w Grand Prix Cycliste de Montréal

2014
- 3. miejsce w Arctic Race of Norway
  - 1. miejsce na 1. etapie

2015
- 1. miejsce w Tour de Yorkshire
  - 1. miejsce w klasyfikacji punktowej
  - 1. miejsce na 1. etapie